# Johann Anton Sulzer
Johann Anton Sulzer (* 18. September 1752 in Rheinfelden; † 8. März 1828 in Konstanz) war ein deutscher Theologe, Jurist, Hochschullehrer, Komponist, Dichter und religiöser Schriftsteller.

## Leben und Werk
Johann Anton Sulzer war ein Sohn des Uhrmachers Johann Niklaus und der Bruder des Stiftskantors und Lehrers an der Rheinfelder Stadtschule Josef Fidel Bernhard. Sulzer verfasste schon früh Gedichte und war musisch begabt. Als guter Sänger spielte er zudem Klavier und komponierte geistliche Lieder. So veröffentlichte er 1781 in Zürich 25 geistliche Lieder von Lavater und anderen berühmten Dichtern, in Melodien zum Klavier und 1782 25 belustigende Lieder sowie 1790 eine Sammlung von Klavierstücken.
Sulzer besuchte das Jesuiten-Gymnasium in Solothurn und studierte anschließend von 1772 bis 1774 Theologie in Freiburg im Üechtland. Danach studierte er Jurisprudenz an der Universität Freiburg im Breisgau, wo er 1783 doktorierte.
Unter dem Einfluss namentlich zeitgenössischer philosophischer Schriften wurde Sulzer in seinen Studentenjahren Mitglied des Geheimordens der Illuminaten; 1780 wandte er sich wieder dem streng christlich-katholischen Glauben zu. So bekämpfte er in seiner 1783 erschienenen Schrift Fragmente über Cultur der Religion und Bildung der Bürger die Freigeisterei und setzte sich für eine bessere religiöse Unterrichtung und zugleich staatsbürgerliche Erziehung der Jugend ein. Sulzer verfasste zahlreiche Werke, auch unter dem Pseudonym Daniel Harzheim.
Ab 1785 war Sulzer stiftischer Oberamtmann in Kreuzlingen und ab 1798 Bibliothekar und Professor des Kirchenrechts am Gymnasium Konstanz. Als die theologische Abteilung 1807 aufgehoben wurde, war er Professor der praktischen Philosophie und Geschichte. Von 1810 bis 1817 amtete Sulzer auch als Präfekt des Gymnasiums, an dem er bis zu seinem Tode unterrichtete.
Sulzer stand u. a. im Kontakt zu Johann Michael Sailer, Friedrich Leopold zu Stolberg-Stolberg, Johann Caspar Lavater, Ulrich Bräker sowie zu dem Kaufmann und Bibliothekar aus St. Gallen Daniel Girtanner (1757–1844).
Sulzer verlor zu seinen Lebzeiten zwei Ehefrauen und mehrere seiner Kinder. Zwei seiner Söhne wurden Priester. Zudem nahm Sulzer seinen Neffen, den späteren Rheinfelder Bezirksarzt Josef Anton Sulzer (1778–1854), bei sich auf.